# 魏群 (学者)
魏群（1946年—），汉族，女，余姚人，中华人民共和国政治人物、第十一届全国政协委员。

## 生平
毕业于北京大学生物系生物化学专业。1981年取得北京师范大学生物化学系获理学硕士学位，毕业后留校从事蛋白磷酸酶及肿瘤药理研究工作。1985-1987年在美国迈阿密医学院生物化学及分子生物学系，1994-96年在哥伦比亚大学神经生物学研究所，1999-2000年在德国莱比锡大学脑研究所工作。加入中国民主建国会，担任北京师范大学生命科学院教授。2008年，当选第十一届全国政协委员，代表教育界，分入第四十二组。